# 早乙女啓
早乙女 啓（さおとめ けい）は日本のアニメーター、作画監督、イラストレーター。東京都出身。ムツプランニングに所属。

## 主な参加作品

### テレビアニメ（ネット含む）
2004年
- 冒険王ビィト（原画）

2007年
- ケロロ軍曹（作画監督）
- ヤマトナデシコ七変化♡（作画監督）
- 家庭教師ヒットマンREBORN!（作画監督）
- 護くんに女神の祝福を!（作画監督補佐）
- ロケットガール（作画監督補佐）
- 地球へ…（作画監督）

2008年
- 秘密（原画）

2009年
- 空中ブランコ（原画）
- しゅごキャラ!!どきっ（作画監督・原画）

2011年
- GOSICK -ゴシック-（作画監督）
- 爆丸バトルブローラーズ（作画監督）
- デジモンクロスウォーズ（原画）
- ラストエグザイル -銀翼のファム-（作画監督補佐）

2012年
- 聖闘士星矢Ω（2012年 - 2013年、原画）

2013年
- 探検ドリランド -1000年の真宝-（原画）
- 妖怪ウォッチ（作画監督）
- ブレイドアンドソウル（作画監督協力）
- ダイヤのA（2013年 - 2015年、作画監督）

2014年
- 金田一少年の事件簿R（作画監督）

2015年
- ダイヤのA -SECOND SEASON-（2015年 - 2016年、作画監督・エンディング作画監督）
- アクエリオンロゴス（作画監督）

2016年
- クラシカロイド（2016年 -2017年、作画監督・原画・サブキャラクターデザイン）

2017年
- クラシカロイド第2シリーズ（2017年 - 2018年、作画監督）
- AKIBA'S TRIP（作画監督協力）

2018年
- 銀魂.（作画監督）
- オーバーロードIII（作画監督）
- イナズマイレブン アレスの天秤（作画監督）
- イナズマイレブン オリオンの刻印（2018年 - 2019年、作画監督・原画・サブキャラクターデザイン）

2019年
- B-PROJECT〜絶頂*エモーション〜（作画監督）
- ダイヤのA actII（2019年 - 2020年、作画監督・エンディング作画監督）
- 超人高校生たちは異世界でも余裕で生き抜くようです!（作画監督）

2020年
- 映像研には手を出すな!（作画監督）
- 神之塔 -Tower of God-（原画）
- ド級編隊エグゼロス（作画監督）

2021年
- イジらないで、長瀞さん（作画監督）
- ゾンビランドサガ リベンジ（作画監督）
- ひげを剃る。そして女子高生を拾う。（作画監督）
- Obey Me! The Anime（作画監督）

2022年
- 史上最強の大魔王、村人Aに転生する（総作画監督）
- 社畜さんは幼女幽霊に癒されたい。（総作画監督・オープニング原画）
- ダンス・ダンス・ダンスール（作画監督・エンディング作画監督）
- アオアシ（作画監督）
- Shenmue the Animation（作画監督）
- オーバーロードIV（作画監督）
- 虫かぶり姫（作画監督）

2023年
- お隣の天使様にいつの間にか駄目人間にされていた件（作画監督）
- とんでもスキルで異世界放浪メシ（作画監督）
- 恋は世界征服のあとで（作画監督）
- Opus.COLORs（作画監督）
- うちの会社の小さい先輩の話（総作画監督）
- るろうに剣心 -明治剣客浪漫譚- 序幕東京（総作画監督・作画監督）
- キボウノチカラ〜オトナプリキュア'23〜（作画監督）

2024年
- 怪獣8号（2024年 - 2025年、作画監督）
- ターミネーター0（作画監督）
- るろうに剣心 -明治剣客浪漫譚- 京都動乱（2024年 - 2025年、総作画監督・作画監督）

2025年
- 魔法使いの約束（作画監督）
- チ。-地球の運動について-（作画監督）
- ばいばい、アース（作画監督)

### 劇場アニメ
- 劇場版　ゲゲゲの鬼太郎　日本爆裂!! （2008年、原画）
- コードギアス 亡国のアキト　最終章「愛シキモノタチヘ」（2016年、原画）
- 機動戦士ガンダム THE ORIGIN Ⅳ 運命の前夜（2016年、原画）
- 機動戦士ガンダム THE ORIGIN V 激突 ルウム会戦（2017年、原画）
- ブルーサーマル (2022年、作画監督)
- 金の国水の国（2023年、作画監督）
- 劇場版 すとぷり はじまりの物語（2024年、作画監督）
- 劇場版 オーバーロード 聖王国編（2024年、作画監督）
- ロードオブザリング ローハンの戦い（2024年、作画監督）

### OVA
- 君が望む永遠（2007年、作画監督・原画）
- ダイヤのA act2 5巻 コミック限定版DVD（2016年、作画監督）
- ド級編隊エグゼロス コミック第11巻アニメBD同梱版vol.1（2020年、作画監督）
- ド級編隊エグゼロス コミック第12巻アニメBD同梱版vol.2（2020年、作画監督）

### ゲーム
- GB エルフオールスターズ脱衣雀2（2000年、原画）
- PS 帝国千戦記（2003年、背景原図）
- PS2 転生學園幻蒼録（2004年、作画監督・原画・背景原図）
- PS2 転生学園月光録（2006年、作画監督・原画・背景原図）
- PS2 カルタグラ〜魂ノ苦悩〜（2005年、原画）
- DS 家庭教師ヒットマンREBORN!ボンゴレカーニバル（2007年、作画監督・原画）
- DS 家庭教師ヒットマンREBORN!フレイムランブル（2007年、作画監督・原画）
- DS 家庭教師ヒットマンREBORN!フレイムランブル2（2008年、作画監督・原画）
- アプリゲーム　プリンセスコネクト９月イベント（2019年、作画監督補佐）

### PCゲーム
- PC らいむいろ戦奇譚（2002年、SDキャラクターデザイン・作画監督・原画）
- PC エルフオールスターズ脱衣雀2（2001年、原画）
- PC あしたの雪之丞（2001年、原画）
- PC 帝国千戦記（2003年、背景原図）
- PC 御神楽（2003年、原画）
- PC Noel ーノエルー（2004年、作画監督・原画・背景原図）

### PV・MV
- 忘却バッテリー ジャンプスペシャルアニメフェスタ2020公開PV (2020年、作画監督）
- 俺たちマジ校デストロイ アニメMV （2021年、作画監督）

### CR＆パチスロ
- CR明日があるさ よしもとワールド（2004年、原画）
- CRフィーバー・ジュリー・ザ・ピンボール（2004年、原画）
- CR弾球黙示録カイジ（2005年、作画監督補佐・原画）
- CR弾球黙示録カイジ沼（2005年、作画監督補佐・原画）
- CR島耕作（2007年、キャラクターデザイン・作画監督）
- CRまじかる☆タルるートくん（2007年、作画監督・原画）
- パチスロアニマル浜口（2007年、原画）
- パチスロアントニオ猪木（2009年、サブキャラクターデザイン・作画監督）
- パチスロキャッツアイ -恋ふたたび-（2011年、作画監督）
- パチスロマジカルハロウィン4（2012年、作画監督）
- パチスロマジカルハロウィン5（2016年、作画監督）
- パチスロDororonえん魔くん メ〜ラめら（2014年、作画監督）
- パチスロサラリーマン金太郎MAX（2019年、キャラクターデザイン）
- パチスロ うる星やつら（2022年、作画監督）
- パチスロ ダンジョンに出会いを求めるのは間違っているだろうか（2023年、作画監督）

### 雑誌等書籍&CD他版権
- 小学館キャンバス文庫 海の13（津原やすみ著）（1993年、挿絵イラスト）
- ルナルサーガ＜龍＞を守る者　ルナル・ヒーローズ（1996年、口絵背景）
- メガミマガジン6月号ブレイドアンドソウル（2014年、ピンナップ　版権絵原画）
- アニメディア6月号ブレイドアンドソウル（2014年、見開き　版権絵原画）
- CDステッカーブレイドアンドソウル（2014年、版権絵原画）
- VG SIDE-A vol.1それが声優!（2015年、見開き　版権絵原画）
- 「ダイヤのA ~ネット甲子園~」Vol.11（2016年、ラジオCDジャケット絵 原画）
- 「OVERLORD CREATORS BOOK オーバーロード クリエイターズ ブック」スタッフ本 色紙
- イナズマイレブン オリオンの刻印セブンイレブンプリントコンテンツ書き下ろしブロマイド絵
- イナズマイレブン オリオンの刻印ライセンスカード原画

### その他
- ザ!世界仰天ニュース（2001年、原画）